# شاک پیترس
شاک پیترس (هلندی: Sjaak Pieters؛ زادهٔ ۲۲ ژوئیهٔ ۱۹۵۷) دوچرخه‌سوار اهل هلند است.
وی در مسابقات کشوری و بین‌المللی در مجموع برندهٔ ۲ مدال برنز شده‌است.